# Tarapacá (Colombia)
Tarapacá è un distretto dipartimentale della Colombia facente parte del dipartimento di Amazonas.